# Manfred van Sicilië
Manfred van Sicilië (Venosa, 1232 — Benevento, 26 februari 1266) was van 1258 tot 1266 koning van Sicilië. Hij behoorde tot het huis Hohenstaufen.

## Levensloop

### Geboorte en opleiding
Manfred was de buitenechtelijke zoon van keizer Frederik II van het Heilige Roomse Rijk en diens minnares Bianca Lancia. Al vanaf zijn geboorte werd hij door zijn vader als wettig beschouwd en hij kreeg per testament van zijn vader de titel prins van Taranto. Door zijn vader werd Manfred ook benoemd tot plaatsvervanger in Italië van zijn halfbroer, Rooms-Duits koning Koenraad IV. Manfred, die aanvankelijk de achternaam van zijn moeder droeg, studeerde in Parijs en Bologna en had net als zijn vader een grote liefde voor poëzie en wetenschap.
Als plaatsvervangend heerser in Italië was Manfred loyaal aan zijn familie en toonde hij dat hij het vertrouwen van zijn vader waard was. Na de dood van zijn vader in 1250 kwam het koninkrijk Sicilië in beroering, vooral omdat paus Innocentius IV rellen aanmoedigde. Manfred slaagde erin om verschillende opstandige steden te onderwerpen, buiten de stad Napels. Toen zijn halfbroer Koenraad IV in 1252 in Zuid-Italië arriveerde, moest Manfred echter erkennen dat zijn autoriteit naar Koenraad IV overging. In oktober 1253 slaagde Koenraad er uiteindelijk in om Napels te veroveren. Manfred werd door zijn halfbroer echter gewantrouwd en Koenraad IV nam hem al zijn leendommen af en verzwakte Manfreds autoriteit in Taranto.

### Excommunicatie en leenmanschap
In mei 1254 overleed Koenraad IV aan de gevolgen van malaria. Manfred weigerde daarop om Sicilië aan paus Innocentius IV te schenken en nam het regentschap van zijn minderjarige neef Konradijn op zich. De paus, die tot voogd van Konradijn was benoemd, was daar ontevreden mee en excommuniceerde Manfred in juli 1254. 
Vervolgens besliste Manfred om met paus Innocentius IV te onderhandelen om zo tot een oplossing te komen. In september 1254 werd er een verdrag opgesteld waarin de paus de autoriteit over Apulië kreeg, dat Manfred als vazal persoonlijk zou gaan besturen. Door het gedrag van de hofhouding van de paus groeide het wantrouwen van Manfred tegenover de paus echter en ook de bezetting van Campania door de pauselijke troepen stoorde hem enorm. 

### Bondgenootschap tegen de paus
Manfred trok daarop naar de Saracenen in Lucera en sloot met hen een bondgenootschap tegen de paus. Een gemeenschappelijk leger van troepen van Manfred en Saracenen versloegen op 2 december 1254 bij Foggia de pauselijke troepen.
Hiermee kon Manfred zijn autoriteit over het koninkrijk Sicilië herwinnen. Hetzelfde jaar steunde Manfred de Ghibellijnse gemeenten van Toscane die aan de kant van het Heilige Roomse Rijk stonden, voornamelijk Siena, waar hij een corps Duitse ridders vestigde die later gebruikt zouden worden om in september 1260 in de Slag bij Montaperti de stad Florence (die de paus steunde) te verslaan. Hiermee toonde Manfred zich een bondgenoot van de Ghibellijnse Liga.
In december 1254 overleed paus Innocentius IV, waarna paus Alexander IV aan de macht kwam. Zijn eerste daad was Manfred excommuniceren. In 1257 kon Manfred echter de pauselijke troepen verslaan en alle rebellie de kop indrukken, waarmee hij zijn macht in Zuid-Italië nog meer uitbreidde en waarna hij officieel werd aangeduid als plaatsvervanger van Konradijn.

### Koning van Sicilië
In 1258 deden de geruchten de ronde dat zijn neef Konradijn was overleden, waarna Manfred zich op 10 augustus 1258 tot koning van Sicilië liet kronen in Palermo. Kort daarna kreeg Manfred echter te horen dat het gerucht niet klopte, maar met de steun van het volk weigerde hij af te treden en maakte hij aan de gezanten van Konradijn duidelijk dat er een sterke plaatselijke leider nodig was. De paus, die vond dat Manfred een misdaad had begaan door een alliantie met de islamitische Saracenen te sluiten, weigerde echter de kroning te aanvaarden en verklaarde deze ongeldig. Manfred, die ondanks zijn excommunicatie geen vrees had voor de paus, probeerde daarop om meer macht te verkrijgen in Centraal- en Noord-Italië, waar de leider van de Ghibellijnen, Ezzelino da Romano III, overleden was. Hij slaagde erin om Toscane, Spoleto, Marche, Romagna en Lombardije te bemachtigen, waar hij allemaal plaatsvervangers benoemde die deze gebieden moesten besturen. 
Deze nieuwe ontwikkelingen stoorden paus Urbanus IV, die in 1261 aan de macht was gekomen, en Manfred werd door de nieuwe paus geëxcommuniceerd. De paus besloot daarop om te proberen het koninkrijk Sicilië te verkopen aan Richard van Cornwall en diens zoon, maar dit mislukte. In 1263 slaagde Urbanus IV er wel in om het koninkrijk Sicilië te verkopen aan graaf Karel van Anjou, de broer van koning Lodewijk IX van Frankrijk. Toen Manfred hiervan hoorde stuurde hij een manifest naar Rome, waarin hij niet alleen zijn bestuur over Italië verdedigde, maar ook het Heilige Roomse Rijk opeiste.

### Slag bij Benevento en overlijden
Eind 1265 arriveerde Karel van Anjou met een leger van 30.000 man in Italië. Hij veroverde verschillende sterk Ghibellijnse gebieden van Manfred in Noord-Italië en werd in januari 1266 in Rome gekroond tot koning van Sicilië, waarbij de paus overigens afwezig was. Op 20 januari 1266 staken de troepen van Karel daarna de rivier Liri over om het koninkrijk Sicilië te veroveren. Na enkele kleine, onbelangrijke veldslagen, volgde er op 26 februari 1266 een belangrijke veldslag waarbij de troepen van Karel van Anjou en Manfred elkaar troffen. Dit was de Slag bij Benevento, waarbij de troepen van Manfred verslagen werden. Manfred weigerde echter te vluchten, reed met zijn paard in het midden van zijn vijanden en werd daarbij gedood. Hij sneuvelde nabij de Ponte Leproso. Manfreds lichaam werd op het slagveld begraven, waarna er een hoge hoop stenen op hem werd geplaatst. Later werd met de toestemming van de paus zijn lichaam opgegraven, waarna Manfred aan de rivier Garigliano herbegraven werd.

## Huwelijken en nakomelingen
In 1247 huwde Manfred met Beatrix van Savoye, dochter van graaf Amadeus IV van Savoye. Ze kregen een dochter:
- Constance (1249-1302), huwde in 1262 met koning Peter III van Aragón, vanaf 1282 ook koning van Sicilië.

Na de dood van zijn eerste vrouw hertrouwde hij in 1259 met Helena Angelina Doukaina, dochter van despoot Michaël II Komnenos Doukas van Epirus. Dit huwelijk was er gekomen om een alliantie met Manfred te kunnen sluiten. Na de dood van Manfred op het slagveld werd zijn tweede echtgenote gevangengenomen en tot haar dood in 1271 opgesloten in het kasteel van Nocera Inferiore. Ze kregen de volgende kinderen, waaronder de drie zonen die twaalfduizend dagen (van 1268-1299) onder gruwelijke omstandigheden gevangen werden gehouden (ze waren 'als beesten met kettingen vastgeklonken aan de muren', de ogen uitgebrand en gecastreerd) door Karel I van Napels in Castel del Monte, de citadel die hun grootvader Frederik II liet bouwen:
- Frederik (1259-1312), stierf in gevangenschap in het Castel dell'Ovo in Napels
- Beatrix (overleden in 1307/1308), huwde met markies Manfred IV van Saluzzo
- Enzio (1261-1301), stierf in gevangenschap
- Flordelis (1266-1297)
- Hendrik (1264-1318), stierf in gevangenschap